# Chiesa in Valmalenco
Chiesa in Valmalenco är en ort och kommun i provinsen Sondrio i regionen Lombardiet i Italien. Kommunen hade 2 514 invånare (2018).